# Тамга

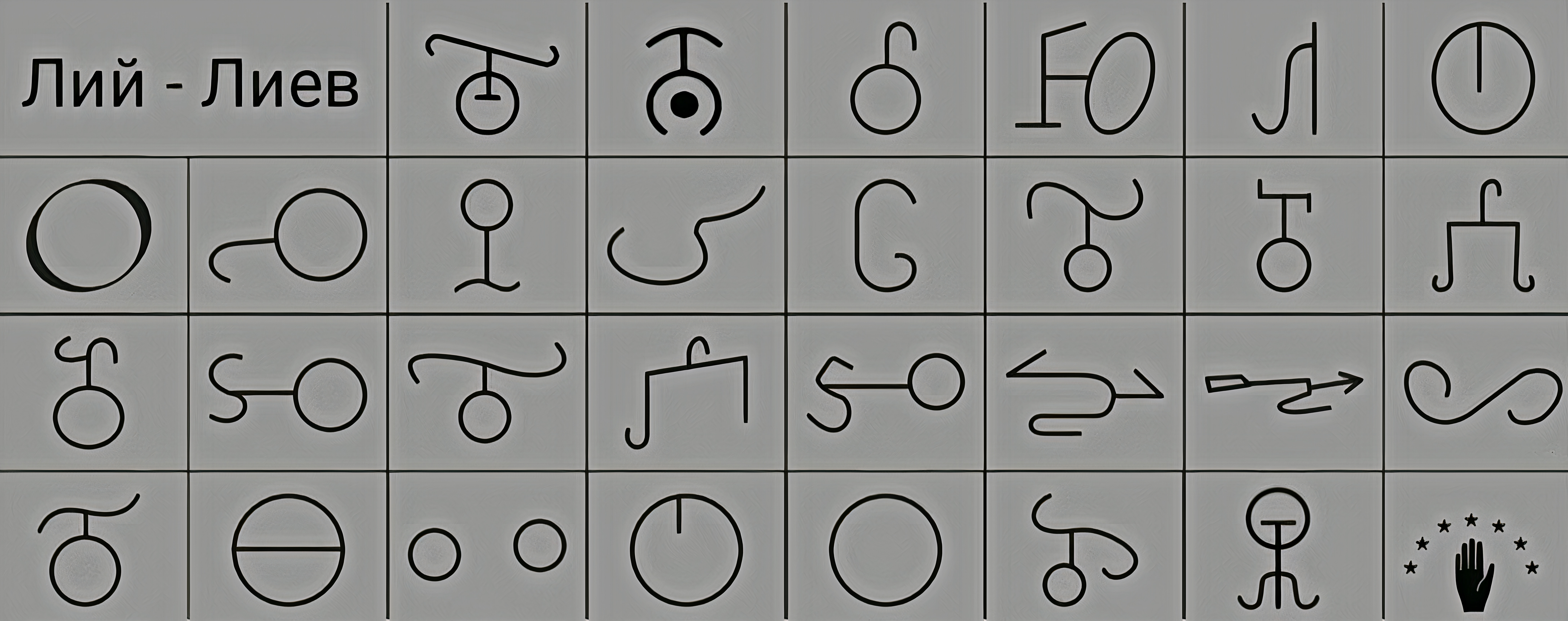
Тамги абазин

Тамга́ — родовой фамильный знак, печать, которая ставилась на родовое имущество, в том числе и скот. Как правило, потомок определённого рода заимствовал тамгу своего предка и добавлял к ней дополнительную часть либо видоизменял её. 
Наиболее распространена тамга у туркмен, черкесов, абазин, абхазов, карачаевцев, балкарцев, ногайцев, крымских татар, татар, чувашей, башкир, узбеков, уйгуров, монголов, казахов, кыргызов, кумыков, тувинцев, турок, осетин, ингушей, чеченцев и других народов.

## Этимология
Существует несколько версий происхождения слова тамга. На разных языках понятие выглядит следующим образом: тат. тамга, кирг. тамга, баш. тамға, бур. тамга, каз. таңба, монг. тамга, чув. тӑмха, азерб. damğa, тур. tamga, узб. tamg‘a, туркм. tagma, крымскотат. tamğa, кум. тамгъа (tamğa).

### Тюркская версия
В переводе с тюркского слово тамга имеет несколько значений: «тавро, клеймо», основное значение — «печать». Во времена Золотой Орды это понятие получил распространение в странах Средней Азии, Восточной Европы, Ближнего и Среднего Востока, Кавказа и Закавказья, где, помимо прежних, приобрел новые значения — «документ с ханской печатью», «(денежный) налог». Слово «таможня» также происходит от слова тамга. Очевидная распространённость понятия тамга в тюркских языках, откуда оно было заимствовано в другие (в том числе и в русский), всё же не может считаться доказательством именно тюрко-монгольского происхождения тамг, как принципиально новой знаковой системы, отличной, например, от письменности.

### Монгольская версия
В монгольском языке слово тамга (или [дамга]) имеет несколько значений: «тавро, клеймо, печать». Монгольский вариант имеет более обширный смысловой охват. Во времена Золотой Орды это понятие приобрело новые значения — «документ с ханской печатью», «(денежный) налог». В настоящее время оно воспринимается как клеймо, знак, штемпель. Г. Сухебатор считает слово тамга монгольским, «так как подобного корня нет ни в китайском, ни в тибетском языках». Как полагали Б. И. Вайнберг и Э. А. Новгородова, «в тюркских же языках слово тамга, очевидно, является заимствованием из монгольского». Монгольские тамги повторяют формы орудий, оружия, предметов повседневного быта, передают начертания древнетюркских, старомонгольских, тибетских и китайских письменных знаков и иероглифов и сохраняют до настоящего времени наименования этих предметов или букв.

### Тунгусо-маньчжурская версия
Согласно этой версии, выяснению первоначального значения, исходного корня понятия тамга помогут некоторые сходные слова из тунгусо-маньчжурских языков, имеющие по своему значению прямое отношение к нему: та «ставить знак; метить», тавит «ковать», тамга «метка», тамга/н/ «клеймо, тавро, печать» и др. По мнению Гочоо, термин тамга — маньчжурского происхождения.

### Китайская версия
Р. Ю. Почекаев, описывая правовое наследие Монгольской империи, принимает во внимание версию китайского происхождения слова тамга в значении «печать». Версию китайского происхождения Почекаев основывает на сообщении Чжао Хуна, согласно которому государственный строй, система правовых актов, в том числе их оформление были позаимствованы монголами у династии Цзинь. Как пишет Почекаев, замысел тамги как печати мог прийти из Китая (что подтверждается и историческими источниками), однако основное значение этот термин приобрёл уже в тюрко-монгольском толковании.
Тамги, вследствие особенностей своего основного использования (как знаки родовой или племенной принадлежности), несомненно, относятся к разряду важнейших исторических источников. Научное изучение тамг и тамгообразных знаков ведётся уже более двух веков, и хотя достигнутые успехи несомненны, эта тема и многие связанные с ней вопросы все ещё далеки от разрешения.

## Происхождение
В качестве прототипа для тамги, по имеющимся этнографическим данным, выступали простейшие геометрические фигуры (круг, квадрат, треугольник, угол и др.), сакральные пиктограммы, птицы и животные, бытовые предметы, орудия труда, оружие и конская сбруя, иногда — знаки разных письменностей. Возможно, прототипами многих знаков являлись тотемные животные или иные символы, восходящие ещё к родоплеменным отношениям. По этой причине графемы многих (особенно несложных) знаков могли одновременно или последовательно использоваться сразу в нескольких территориально, культурно и хронологически не связанных обществах. При этом пиктограммы подвергались определённой стилизации, неизбежной при нанесении знака на выбранную поверхность тяжёлым орудием (зубило, нож, тесло и т. д.). 
Основные требования, предъявляемые к тамгообразному знаку, — это внешняя выразительность и лаконизм, а также наличие возможности изменять вид знака в пределах существующей изобразительной схемы. Так, вероятно, учитывалось, что постоянное использование знака путём нанесения его на разные поверхности (камень, кожа, дерево и др.) будет тем легче, чем проще будет начертание самого знака.

## Казахские тамги
Казахские тамги частично совпадают с башкирскими — это связано со сложным этногенезом этих родственных кыпчакских народов. Некоторые древнетюркские племена могли принять участие в этногенезе сразу нескольких народов; так, табынцы влились в состав как казахов, так и башкир. Вследствие этого тамги у этих народов также могли быть похожими или частично совпадать.

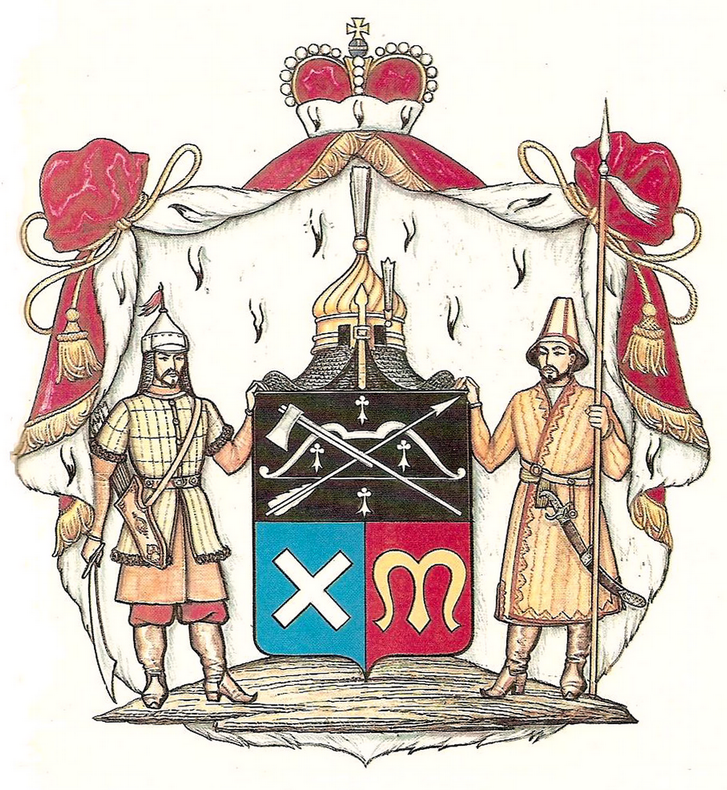
Пример использования казахской тамги в геральдике — герб казахского княжеского рода Чингисов. В первой, лазоревой части изображена серебряная тамга в виде скошенного креста X — знак Чингисхана. Во второй, красной части золотая тамга в виде буквы m — знак ханов Букеевской Киргизской (Казахской) Орды

| Род         | Подрод           | Тамга (родовой знак)   | Уран (родовой клич)   |
| ----------- | ---------------- | ---------------------- | --------------------- |
| Старший жуз |                  |                        | Нел                   |
| Канлы       |                  | косеу, шылбыр          | Байтерек              |
| Жалаир      |                  | тарак                  | Бактияр, Кабылан      |
| Дулаты      |                  | донгелек, абак         | Бактияр               |
|             | Сикым            | ,                      | Сикым, Рсбек          |
|             | Жаныс            |                        | Жаныс, Толе           |
|             | Ботбай           |                        | Ботбай, Самен         |
|             | Шымыр            |                        | Шмыр, Койгельды       |
| Албаны      |                  |                        | Райымбек              |
| Суаны       |                  |                        |                       |
| Сарыуйсын   |                  |                        | Байтокты              |
| Шапрашты    |                  | ай, тумар,             | Карасай               |
| Ошакты      |                  | тумар                  |                       |
| Ысты        |                  | косеу, шылбыр          | Жауатар               |
|             | Ойык             | косеу, коз             |                       |
|             | Тилик            | косеу                  |                       |
| Сиргелы     |                  | сирге, курай, ,        | Туганаз               |
| Шанышкылы   |                  | кол-тамга,             | Аирлмас               |
| Средний жуз |                  | босага                 |                       |
| Аргын       |                  | коз                    | Акжол, Кара Ходжа     |
|             | Таракты          | тарак,                 | Жаукашар              |
|             | Жогары шекты     | жогары-шекты           |                       |
|             | Томень шекты     | томень-шекты           |                       |
| Найманы     |                  | шомыш,                 | Каптагай              |
|             | Балталы          | балта                  |                       |
|             | Баганалы         | багана, ,              |                       |
|             | Бура             |                        |                       |
|             | Каракерей        |                        | Кабанбай              |
|             | Матай            |                        | Борибай-батыр         |
|             | Садыр            | ,                      | Алдияр                |
| Кыпшак      |                  | кос алип               | Ойбас                 |
| Конрат      |                  | босага                 | Алатау                |
|             | Сангыл           | босага                 | Мулкамал              |
| Уак         |                  | ,                      | Жаубасар, Бармак      |
|             | Ергенекты Уак    | ергенек, ай            |                       |
| Керей       |                  |                        | Кара Кожа             |
|             | Ашамайлы         | ашамай                 |                       |
|             | Абак             | абак                   |                       |
| Младший жуз |                  |                        |                       |
| Байулы      |                  |                        |                       |
|             | Адай             | садак, ок              | Тегелен, Косай, Бекет |
|             | Берш             | ,                      | Агатай                |
|             | Алтын            | ,                      | Баймурат              |
|             | Жаппас           | туйе моин, ,           | Баймурат              |
|             | Есентемир        | ,                      | Алдонгар              |
|             | Таз              | ,                      | Бакай                 |
|             | Байбакты         | ,                      | Даукара               |
|             | Тана             | алип, косеу            | Тана                  |
|             | Маскар           |                        | Каратай               |
|             | Алаша            | ,                      | Байбарак              |
|             | Кызылкурт        | ,                      | Жиембай               |
|             | Шеркеш           | ,                      | Шагырай               |
|             | Ысык             | ,                      | Байтерек              |
| Алим-улы    |                  |                        |                       |
|             | Карасакал        | ,                      | Алдажар               |
|             | Каракесек        | ,                      | Акбан                 |
|             | Торткара         |                        | Аиртау                |
|             | Шекты            | ,                      | Бактыбай, Жанходжа    |
|             | Шемекей (Шомень) |                        | Доит                  |
| Жетыру      |                  |                        |                       |
|             | Табын (таракты)  | тарақ, алып, тостаган, | Тостаган              |
|             | Тама             | косеу, ,               | Карабура              |
|             | Жагалбайлы       | балта, шеккиш          | Малатау               |
|             | Телеу            | шылбыр,                | Тулпар, Аргымак       |
|             | Кердери          | тостаган               | Кожахмет              |
|             | Керейт           | шылбыр,                | Аксакал, Унтум        |
|             | Рамадан          | шомиш                  | Дулат, Кайгулым       |
| Торе        |                  | ,                      | Архар, Аблай, Санхай  |
| Кожа        |                  | ,                      |                       |
| Толенгут    |                  |                        | Тарақ                 |

## Тамги огузских (туркменских) племён

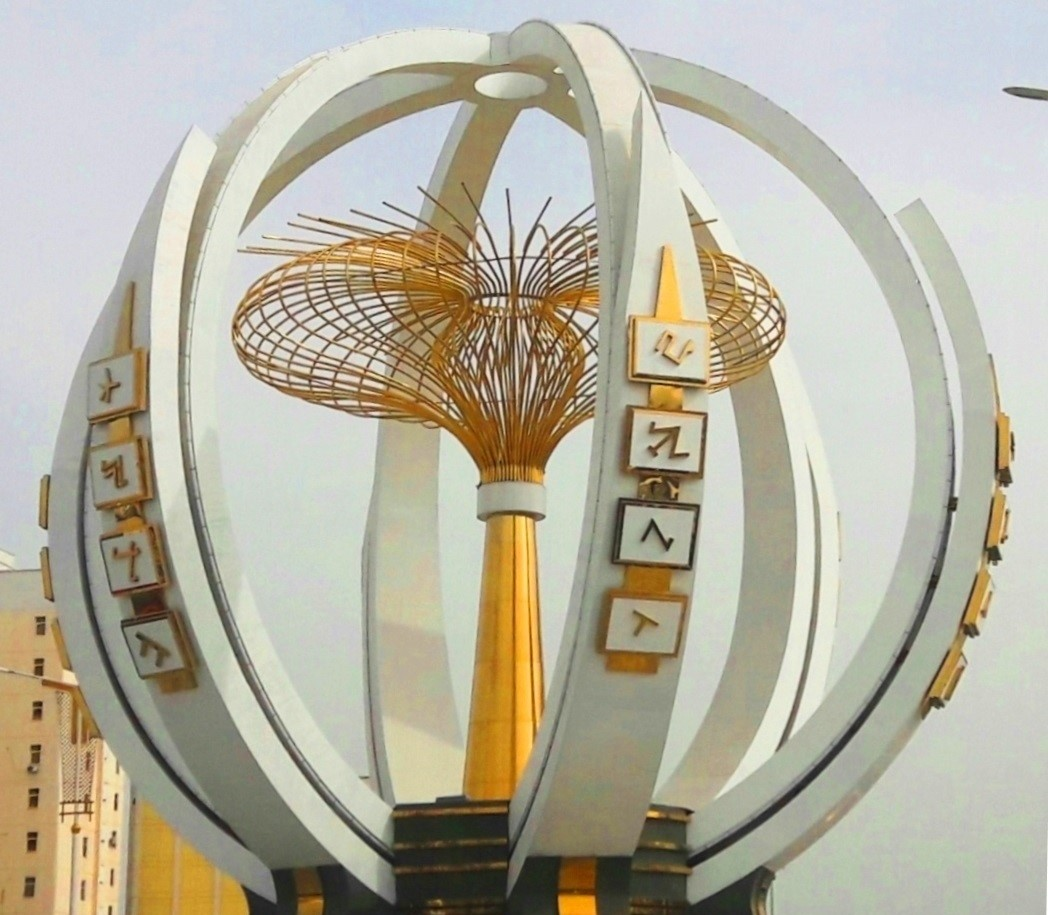
Памятник в Ашхабаде с изображением древних туркменских тамг

Изображения тамг древних огузских (туркменских) племен, приведенных в первом энциклопедическом словаре тюркского языка «Диван лугат ат-турк», написанном выдающимся лексикографом и филологом Махмудом ал-Кашгари.

Алка-эвли
Алаюнтлу
Афшар
Баят
Баяндыр
Бегдили
Бюгдюз
Чавулдур
Чепни
Додурга
Догер
Эймур
Игдыр
Кара-эвли
Кайы
Кынык
Бечене
Салур
Языр
Ивэ
Юрегир

## Ингушские тамги
Ингушские средневековые тамги ещё сравнительно слабо изучены. Собранные в последние годы источники (археолого-этнографические, письменные, фольклорные, изобразительные), уже позволяют сделать о них некоторые выводы. Во-первых, в Средневековье тамги имелись только у местных ингушских родов, которые обязательно должны были располагать собственным башенным замковым комплексом, культовой постройкой (храмом, святилищем, священной рощей), погребальной склеповой усыпальницей и горной вершиной.
Как правило, они также имели значительное число хорошо вооруженных и обученных воинов, в любой момент готовых встать на защиту не только своего конкретного рода, но и всего общества. И каждый подобный ингушский род располагал общей отличительной тамгой, являвшейся своеобразной «визитной карточкой» знати общества (как, например, в селах Харпе, Эрзи, Эгикал, Хамхи, Лейми, Таргим, Барах, Евлой, Пялинг, Ний и др.). Правда, у наиболее крупных ингушских разветвившихся родов (в частности, Евлой, Оздой, Хамхой), постепенно образовавших ряд новых башенных поселений, уже появляются по нескольку тамг по фамильному признаку (Д. Чахкиев). Во-вторых, тамги обычно аккуратно выбивались линейной техникой на фасадных стенах башенных комплексов. У старейшин или вождей родов имелись ещё и перстни-печатки с изображением тамг.
Недавно стали известны и ритуальные чаши (из серебра и дерева) с изображением тамг, принадлежавшие некогда жителям сел Таргим и Евлой.

## Разные тамги
Тамга Джучи. Также является одним из двух тамгов карачаевского феодального рода Биджи, прямых потомков Джучи по ветви Тука-Тимура

Тамга Гераев
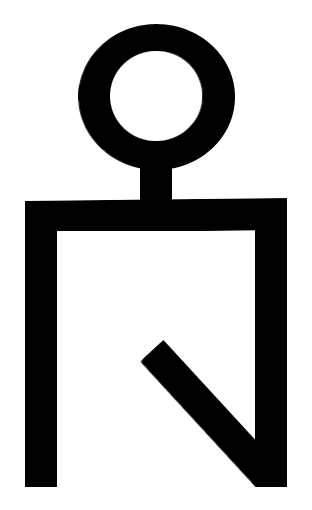
Тамга Менгу-Тимура, чеканившаяся на золотоордынских монетах.
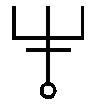
Вима Такто
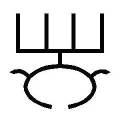
Канишка I
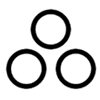
Тамга Тамерлана